# Барабани, Бруно
Бруно Барабани (итал. Bruno Barabani; 26 июля 1932, Сан-Паулу — 28 марта 2015, Сан-Паулу) — бразильский тяжелоатлет. Участник летних Олимпийских игр 1952, 1956 и 1960 годов, серебряный призёр Панамериканских игр 1955 года.

## Биография
Бруно Барабани родился 26 июля 1932 года в бразильском городе Сан-Паулу.
Выступал в соревнованиях по тяжёлой атлетике за «Палмейрас» из Сан-Паулу.
В 1952 году вошёл в состав сборной Бразилии на летних Олимпийских играх в Хельсинки. В весовой категории до 90 кг занял 14-е место, подняв в сумме троеборья 355 кг (97,5 кг в жиме + 112,5 кг в рывке + 145 кг в толчке) и уступив 90 кг завоевавшему золото с мировым рекордом Норберту Шемански из США.
В 1955 году завоевал серебряную медаль Панамериканских игр в Мехико в весовой категории до 90 кг.
В 1956 году вошёл в состав сборной Бразилии на летних Олимпийских играх в Мельбурне. В весовой категории до 90 кг занял 12-е место, подняв в сумме троеборья 367,5 кг (110 кг в жиме + 112,5 кг в рывке + 145 кг в толчке) и уступив 95 кг завоевавшему золото с мировым рекордом Аркадию Воробьёву из СССР.
В 1960 году вошёл в состав сборной Бразилии на летних Олимпийских играх в Риме. В весовой категории до 90 кг занял 15-е место, подняв в сумме троеборья 390 кг (120 кг в жиме + 117,5 кг в рывке + 152,5 кг в толчке) и уступив 82,5 кг завоевавшему золото с мировым рекордом Аркадию Воробьёву из СССР.
Умер 28 марта 2015 года в бразильском штате Сан-Паулу.